# Philosophisch-theologische Hochschule Freising

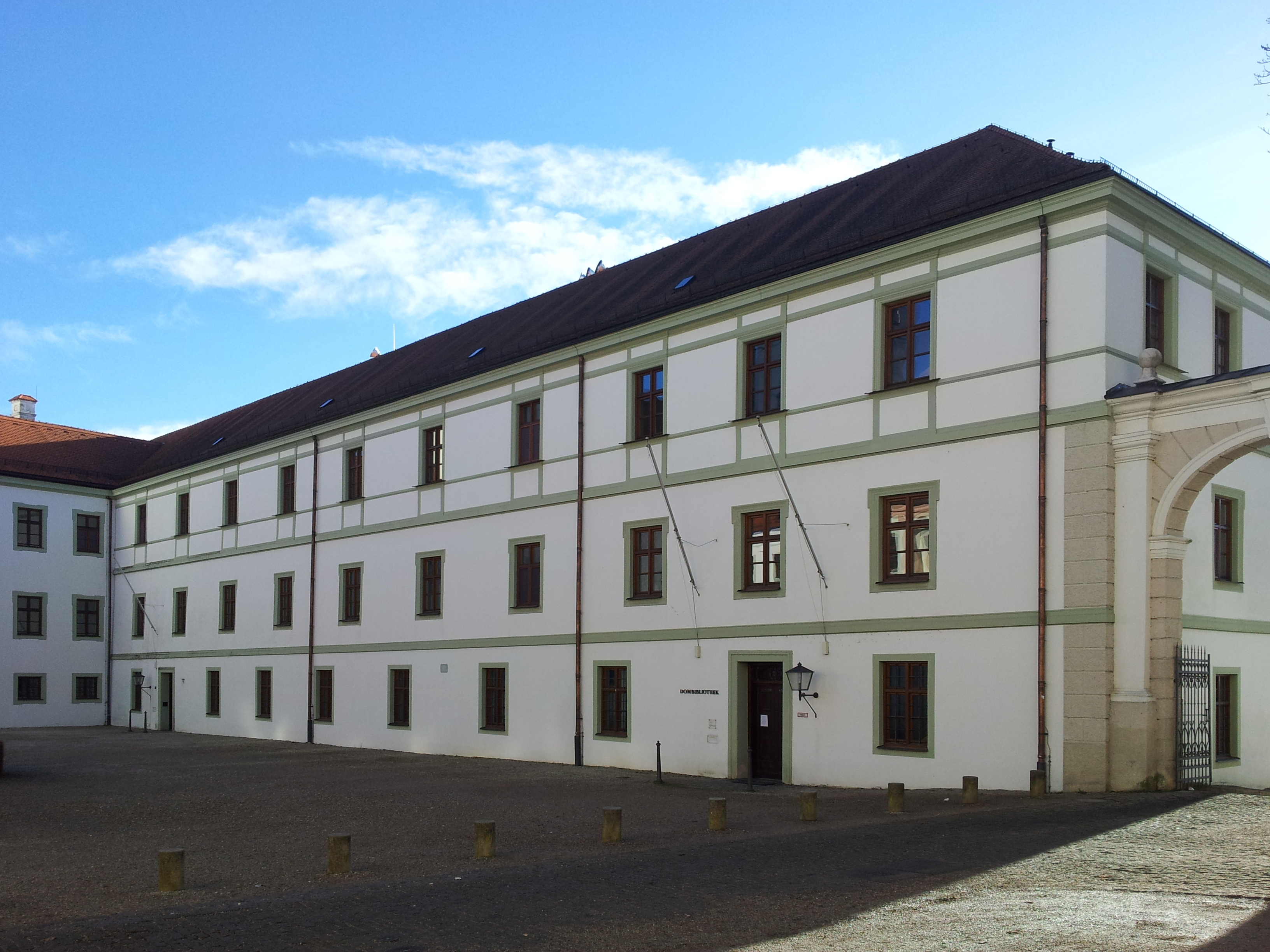
Marstall, in dem die PTH-Freising untergebracht war, heute Dombibliothek

Südseite des Marstalls

Die  Philosophisch-theologische Hochschule Freising war eine von 1834 bis 1969 existierende Philosophisch-theologische Hochschule in Freising.

## Geschichte
Bis zur Säkularisation in Bayern bestand in Freising das Fürstbischöfliche Lyceum am Marienplatz. Dieses wurde mit der Eingliederung des Hochstifts Freising nach Bayern aufgelöst. Dieses als Asamgebäude bezeichnete Gebäude existiert heute noch.
Das erst einige Jahre zuvor von München nach Landshut verlegte Lyceum (als Ersatz für die nach München verlegte heutige Ludwig-Maximilians-Universität München) wurde 1834 nach Freising verlegt und eine theologische Sektion angegliedert. Das Lyceum wurde im ehemaligen Marstall auf dem Domberg untergebracht. Im selben Gebäude befand sich auch das Dom-Gymnasium Freising. Schon seit 1826 bestand das von Ludwig I. gegründete Priesterseminar in der benachbarten ehemaligen Fürstbischöflichen Residenz. Seit 1923 trug die Einrichtung den Namen Philosophisch-theologische Hochschule Freising.
Um die Priesterausbildung zu vereinheitlichen, sollte die Zahl der Priesterseminare gesenkt werden. Das Freisinger Priesterseminar sollte dafür nach München verlegt werden. Aufgrund der engen Verflechtung von Priesterseminar und Hochschule hätte dieser Schritt auch das Ende für die Hochschule bedeutet. Im September 1966 wurde in einem Staatsvertrag zwischen dem Heiligen Stuhl und dem Freistaat Bayern die Auflösung der Freisinger Hochschule beschlossen. Aufgrund des abzusehenden Endes der Hochschule wurden vakante Lehrstühle nicht mehr besetzt und die Studentenzahl sank von 162 (1965/66) auf 82 (1967/68). Daraufhin veranlasste Kardinal Julius Döpfner die vorzeitige Verlegung der Priesterausbildung nach München. Seit dem Wintersemester 1968/69 findet diese an der Ludwig-Maximilians-Universität München statt.
Heute befindet sich in dem Gebäude die Dombibliothek Freising.

## Bekannte Studenten und Professoren
- Karl Theodor Andersen (1898–1974), Professor für Biologie und Rektor 1953–1959
- Johann Auer, Professor 1948–1950
- Rupert Berger, Student und Professor
- Josef Brandner, Student
- Josef Finkenzeller, Student, Professor und Regens – 1968
- Joseph Göttler, Professor 1909–1911
- Johannes Gründel, Professor 1967/68
- Vinzenz Hamp, Professor 1945–53
- Ferdinand Ignaz Herbst (1798–1863), Professor der Philosophie 1834–1837
- Sebastian Huber (1860–1919), Dr. phil. und ordentlicher Professor für Philosophie am Lyzeum in Freising (1893–1914), dann Domdekan und Generalvikar in München[2]
- Michael Höck, Student
- Karl Holzhey (1903–1929), Professor
- Walter Kern, Professor 1964–1968
- Anton Mayer-Pfannholz, Professor 1924–1938
- Johann Michl, Vertreter der Professur für Neues Testament (1936), 1945 außerordentlicher Professor, 1948–1969 ordentlicher Professor für neutestamentliche Exegese und biblische Hermeneutik, Rektor (1949–1952, 1963–1969)
- Georg Ratzinger, Student 1946–51
- Joseph Ratzinger / Benedikt XVI., Student 1946–51, Professor 1958/59
- Anton Rauscher, Student
- Heinrich Reinhardt, Student
- Joseph Renftle, Student
- Anton Scharnagl, Professor ab 1911, später Leiter der Hochschule
- Leo Scheffczyk, Student
- Peter Schegg (1815–1885), Professor der Exegese am Lyzeum
- Michael Schmaus, Professor
- Michael Seisenberger (1832–1911), Professor für Altes und Neues Testament
- Meinrad Stenzel (1914–1958), ao. Prof. für atl. Bibelwissenschaft und biblisch-orientalische Sprachen 1953–1958
- Ferdinand Ulrich, Student
- Georg Westermayer (1836–1893), Student
- Johann Baptist Westermayr (1945–1950), Professor